# تي-10
تي-10 (بالروسية: T-10) هي دبابة ثقيلة سوفييتية الصنع دخلت خط الإنتاج عام بعيد الحرب العالمية الثانية سنة 1953 وخرجت من الخدمة نهائيا بحلول عام 1993.

## التسليح
اسلحتها: مدفع عيار 125 مم، ورشاش مزدوج عيار 7.62 مم، ورشاش م/ط عيار 12.7 مم

## الحركة
سرعة الدبابة 42 كم في الساعة.

## المستخدمون

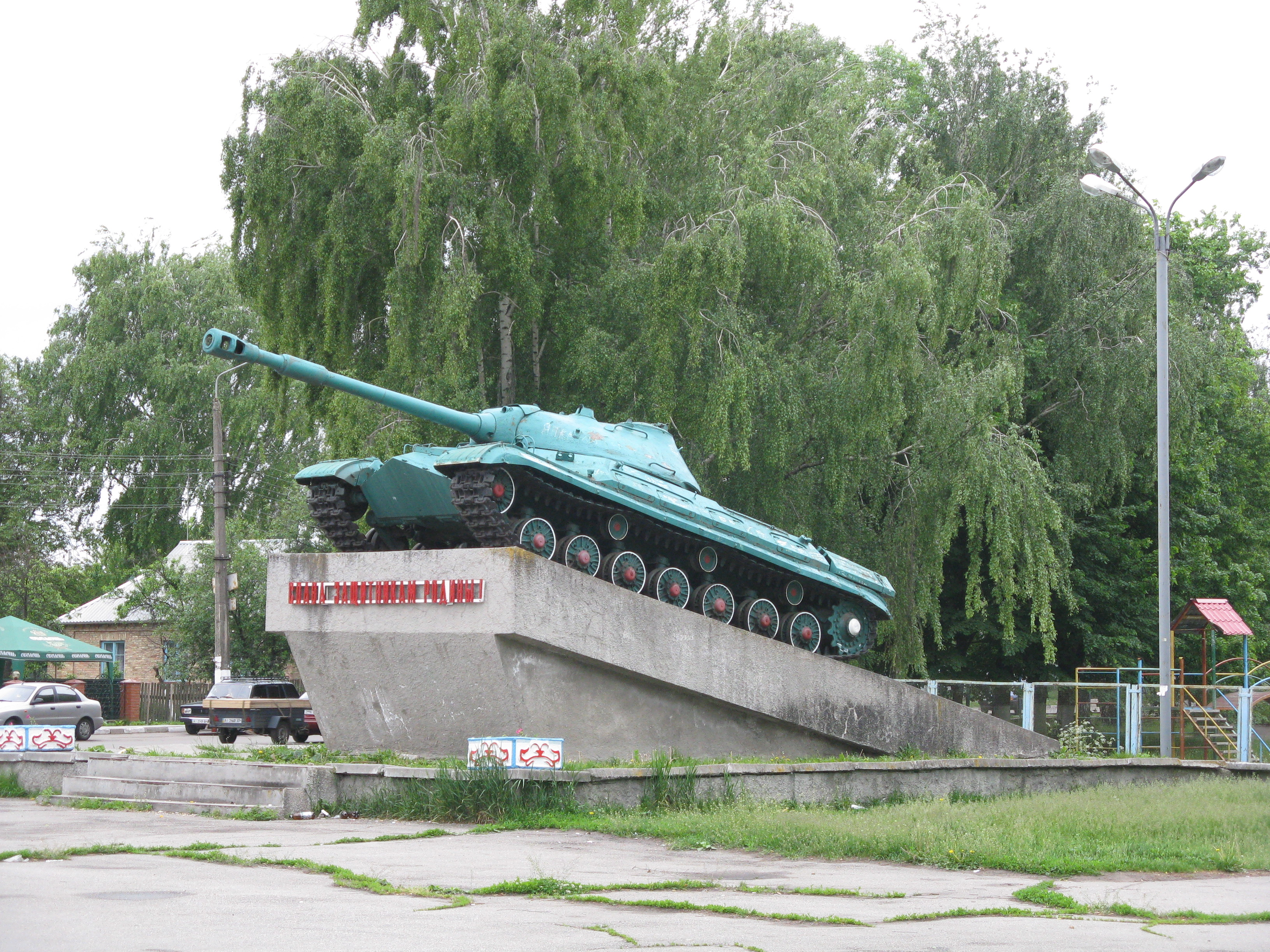
تي-10 في كييف

- الاتحاد السوفيتي
- مصر استعملتها في حرب 1973
- سوريا: استعملتها في حرب 1973